# Fujiwara no Fuhito
Fujiwara no Fuhito (藤原 不比等?   659 - 9 de septiembre de 720) fue un estadista y miembro poderoso de la corte imperial japonesa durante las eras Asuka y Nara. Fue el segundo hijo de Fujiwara no Kamatari. 

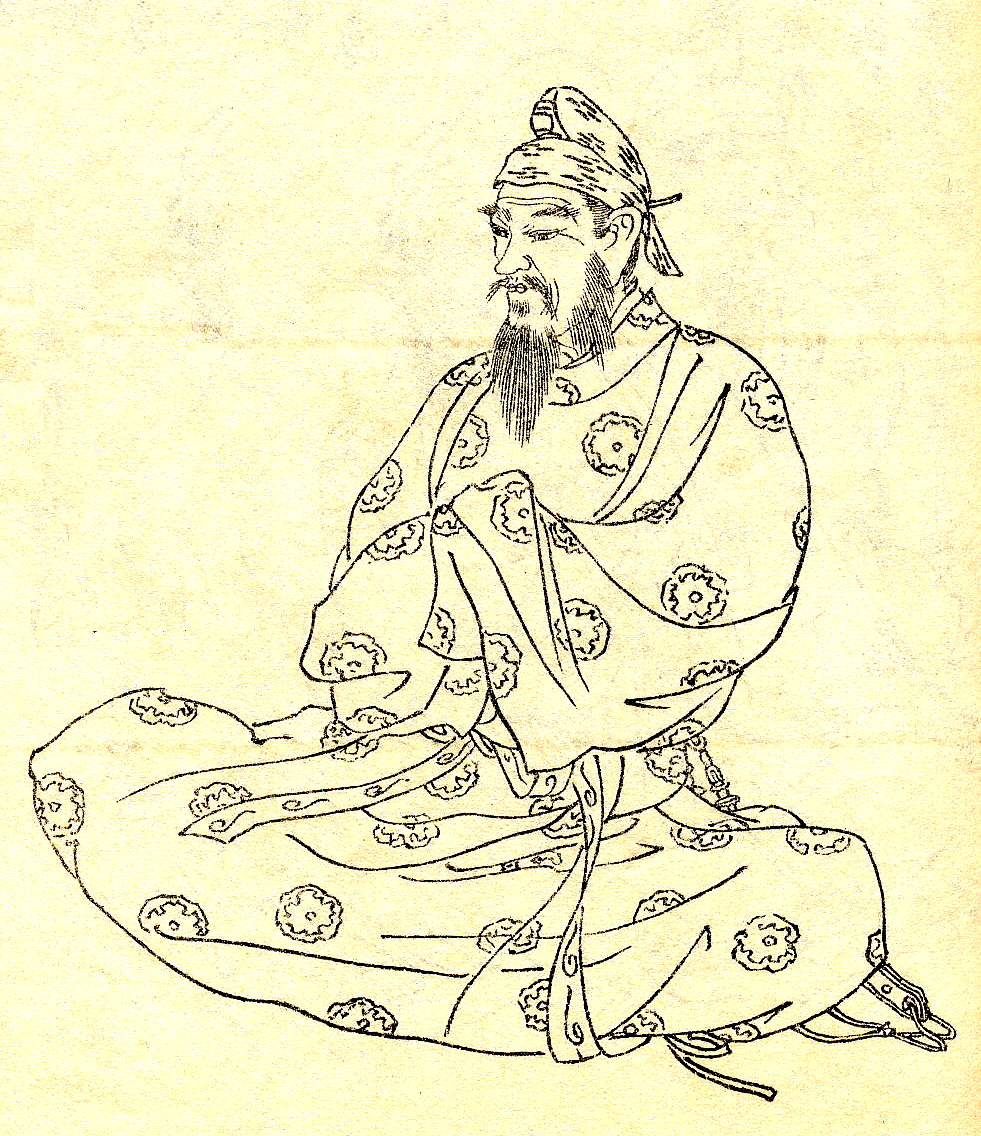
Fujiwara no Fuhito, dibujo hecho por Kikuchi Yōsai, tomado del Zenken Kojitsu.

Los hijos de Fuhito fueron los fundadores de las cuatro principales ramas del clan Fujiwara: Fusasaki (Norte), Muchimaro (Sur), Umakai (Ceremonial) y Maro (Capital). Posteriormente, el emperador Monmu decretó que solo los descendientes de Fuhito podrían usar el apellido Fujiwara.
Fuhito estableció dos importantes leyes estatales (ritsuryō) en Japón, de carácter confucianista: el Código Taihō (701), que fue el más relevante e hizo su revisión, que recibió el nombre de Código Yōrō (720), que fue terminado poco después de su muerte.

## Biografía
En 669, su padre Kamatari había fallecido, pero por su joven edad, Fuhito no podría tomar el relevo en sus cargos gubernamentales. No fue hasta el 688 cuando Fuhito ingresa a la corte con el rango jugoi. En 697, apoyó al Príncipe Karu, hijo del Príncipe Kasukabe, quien se convirtió en príncipe de la corona y Fuhito recibió a cambio el beneplácito de la Emperatriz Jitō, abuela del Príncipe Karu. Al mismo tiempo, una de las hijas de Fuhito, Miyako, se casaría con el Príncipe Karu (quien se convertiría eventualmente en el Emperador Monmu).
En 701, Fuhito ascendió al rango shōsanmi y fue nombrado dainagon, mientras que él se convertiría en abuelo del Príncipe Obito (futuro Emperador Shomu) y buscó la forma de que el nuevo príncipe fuese nombrado príncipe de la Corona, por lo que hizo casar a su otra hija Asukabe-hime (futura Emperatriz Kōmyō) con Obito y así tener un control en la Familia Imperial. Hasta entonces, solo las damas reales dentro de la Familia Imperial podían ser promovidas a emperatrices consortes, pero con Asukabe-hime sería la primera cortesana fuera de la familia imperial en acceder al título de consorte.
También en ese año, junto con el Príncipe Osakabe y Awata no Mahito, logran publicar el Código Taihō, a pedido del Emperador Monmu.
Fuhito fue ascendido al rango junii en 704 y luego a shōnii en 708; también fue nombrado udaijin en 708. Alrededor del 710, mudó el templo Yamashina-dera, considerado el templo patrono del clan Fujiwara a Nara y lo renombró como Kōfuku-ji.
Moriría en 720, y de manera póstuma fue ascendido al rango shōichii (el más alto entre los cortesanos), al igual que el título de Daijō Daijin, Bunchu Kō (文忠公?) y Tankai Kō (淡海公?).
Como poeta, cuatro de sus poemas fueron incluidos en la antología poética Kaifusō.